# Desmeocraera neavei
Desmeocraera neavei är en fjärilsart som beskrevs av Willie Horace Thomas Tams 1925. Desmeocraera neavei ingår i släktet Desmeocraera och familjen tandspinnare. Inga underarter finns listade i Catalogue of Life.